# Gun Arvidsson
Gun Arvidsson, född 28 mars 1930 i Mariefreds församling, Södermanlands län, död 7 oktober 2004 i Katarina församling i Stockholm, var en svensk skådespelare, teaterregissör och teaterpedagog.

## Biografi

### Tidiga år och genombrott i Malmö
Arvidsson började studera vid Borgarskolans dramatiska linje, medan hon arbetade som korrekturläsare. Efter en tid vid Gösta Terserus teaterskola sökte hon till Dramatens elevskola men blev inte antagen.
Istället kom hon in vid Malmö stadsteaters elevskola där hon studerade 1949–1952 och efter elevskolan blev hon engagerad på stadsteatern. Under elevtiden medverkade hon bland annat i Ingmar Bergmans uppsättning av Strindbergs Kronbruden. Men hennes sceniska genombrott kom i en annan Strindbergspjäs: titelrollen i Fröken Julie som Yngve Nordwall satte upp på Intiman hösten 1953. Arvidsson rosades av press och publik för sin rollprestation.
I Malmö gjorde hon också Abigail i Arthur Millers Smältdegeln (känd som Häxjakten), Isabelle i Giraudouxs Intermezzo med Naima Wifstrand och Jullan Kindahl och Viola i Shakespeares Trettondagsafton.
Hon filmdebuterade 1949 med en mindre roll i Alf Sjöbergs Bara en mor innan hon kom till Malmö men det var först som Margit Törner i Ivar Johanssons film De röda hästarna (1954) och Fru Ekman i Hampe Faustmans Kärlek på turné (1955) som hon fick ett par signifikanta roller på vita duken.

### Nio år i Göteborg
Hon gjorde lycka vid Malmö-scenen men efter fortsatta teaterstudier i Frankrike engagerades hon 1955 av teaterchefen Karin Kavli till Göteborgs stadsteater. Hon stannade på stadsteatern i nio år i vad som kanske kom att bli hennes konstnärligt allra bästa tid. I Göteborg fick hon attraktiva uppdrag som Fanny i Pagnols Marius med Per Oscarsson i titelrollen och Ilona i Helge Wahlgrens uppsättning av Schnitzlers Anatol.
Sedan följde en lång rad av teaterhistoriens viktigaste kvinnoroller som Nina i Tjechovs Måsen, Estrella i Calderóns Livet en dröm, Gerda i Strindbergs Pelikanen, Anna Christie i O'Neills drama med samma namn.
1959 repriserade Viola i Alf Sjöbergs uppsättning av Trettondagsafton och samma år gjorde hon även Portia i Köpmannen i Venedig. Därpå Célimène i Misantropen av Molière och Kassandra i Agamemnon av Aischylos, Kleopatra i Antonius och Kleopatra, titelrollen i Medea av Euripides, Natalja i Turgenjevs En månad på landet och Beatrice i Mycket väsen för ingenting. Sista våren på Göteborgs stadsteater spelade hon Gwendoline i Oscar Wildes komedi Mister Ernest med Berta Hall som Lady Bracknell och Ingvar Hirdwall som Algernon.
Gun Arvidson gjorde med Nora i Ibsens Ett dockhem 1959 sin första roll på TV-teatern. Men det var också i Göteborg som hon började undervisa på elevskolan. Det fortsatte hon med även på Statens scenskola i Stockholm och redan i slutet på 1960-talet hade hon positionen som en av Sveriges mest eftertraktade pedagoger.

### Stockholms stadsteater och andra uppdrag
1964 kom hon till Stockholms stadsteater och debuterade på Stockholmsscenen som Lavinia i Olof Molanders uppsättning av O'Neills drama Klaga månde Elektra. Året efter spelade hon med Nils Poppe och Olof Thunberg i Murray Schisgals komedi Kääärlek. Hon gjorde Gertrud i Hamlet i regi av teaterchefen Frank Sundströms med Jarl Kulle i titelrollen innan Arvidsson 1968 fick göra Sveriges drottning Christina i urpremiären av Lars Forssells pjäs med samma namn.
Bland hennes många roller på Stockholms stadsteater kan nämnas Simone i urpremiären påi Arnold Weskers Vännerna (1970) i regi av Wesker själv med bland andra Gösta Ekman och Jane Friedmann, Ulla i Tillståndet av Kent Andersson och Bengt Bratt, poeten Emily Dickinson i William Luce monolog I biets, fjärilen och vindens namn, Kitty i Eric Idles fars Har ni sett butlern?, Ilse i Isbjörnarna, Anna Meinhold-Aigner i Schnitzlers Landet utan gräns med Lars-Erik Berenett och Lena Granhagen och Fru Page i Shakespeares Muntra fruarna i Windsor.
1974 regisserade hon urpremiären på Arnold Weskers pjäs Bröllopsfesten som gavs på stadsteaterns annexscen Klarateatern.
Arvidsson gästade Riksteatern 1987 som Ranjevskaja i Tjechovs Körsbärsträdgården och återkom till Göteborgs stadsteater 1998 som Fru Sörenson i Gardells pjäs Människor i solen, med Charlott Strandberg och Johan Gry.
Radioteatern blev tidigt viktig för henne och hon är också en av de flitigast anlitade radioskådespelarna i Sverige. Men från slutet av 1960-talet har hon också varit engagerad för flera uppdrag på film och teve, som den opålitliga Tant Signe i Leif Krantz familjeserie Kråkguldet (1969) och hon dubbade samma år tant Prysselius röst i Olle Hellboms filmer om Pippi Långstrump.
1975 spelade Arvidsson Bertolt Brechts hustru Helene Weigel i Hans Dahlins tv-film På flykt undan mina landsmän, med Palle Granditsky som Brecht.

### Övrigt
Hon tilldelades Svenska Dagbladets Thaliapris 1959 och Folkparkernas teaterstipendium 1953 samt Teaterförbundets De Wahl-stipendium 1970.
Gun Arvidsson är begravd på Katarina kyrkogård i Stockholm.

## Filmografi
- 1949 – Bara en mor
- 1954 – De röda hästarna
- 1955 – Kärlek på turné
- 1958 – Ett dockhem
- 1969 – Pippi Långstrump (TV-serie) (tant Prysselius röst vid dubbningen)
- 1969 – Kråkguldet (TV-serie)
- 1970 – Reservatet
- 1971 – I själva verket är det alltid något annat som händer (TV-film)
- 1972 – Barnen i Höjden (TV-serie)
- 1973 – Här kommer Pippi Långstrump (tant Prysselius röst vid dubbningen)
- 1973 – Lärarrummet (TV-film)
- 1976 – På flykt undan mina landsmän
- 1978 – Forskaren (TV-serie)
- 1982 – Studenten (TV-film)
- 1983 – Farmor och vår Herre (TV-serie)
- 1983 – Limpan
- 1985 – Korset (TV-serie)
- 1987 – Mälarpirater
- 1989 – Husbonden – piraten på Sandön (TV-serie)
- 1990 – Kära farmor (TV-serie)
- 1992 – Det rutiga tyget (kortfilm)
- 1996 – Nudlar och 08:or (TV-serie)
- 1997 – Persons parfymeri (TV-serie)
- 1997 – Svensson, Svensson – filmen
- 2001 – Blå måndag
- 2002 – Suxxess

## Teater

### Roller (ej komplett)
| År   | Roll                           | Produktion                                                                                   | Regi                    | Teater                                   |
| ---- | ------------------------------ | -------------------------------------------------------------------------------------------- | ----------------------- | ---------------------------------------- |
| 1952 |                                | Greve Öderland (Graf Öderland) Max Frisch                                                    | Lars-Levi Læstadius     | Malmö Stadsteater                        |
| 1952 | Anna                           | Kronbruden August Strindberg                                                                 | Ingmar Bergman          | Malmö stadsteater                        |
| 1953 | Fröken Julie                   | Fröken Julie August Strindberg                                                               | Yngve Nordwall          | Malmö stadsteater                        |
| 1959 | Mrs Shankland                  | Vid skilda bord (Separate Tables) Terence Rattigan                                           | Åke Falck               | Göteborgs stadsteater                    |
| 1961 | Marie                          | Vårmodellen (Blaise) Claude Magnier                                                          | Herman Ahlsell          | Göteborgs stadsteater                    |
| 1962 |                                | Kattorna Walentin Chorell                                                                    | Staffan Aspelin         | Göteborgs stadsteater                    |
| 1963 | Hannah Jelkes                  | Leguanens natt (The Night of the Iguana) Tennessee Williams                                  | Yngve Nordwall          | Göteborgs stadsteater, 25 januari 1963   |
| 1963 |                                | En månad på landet (Месяц в деревне, Mesjac v derevne) Ivan Turgenev                         | Lars Engström           | Göteborgs stadsteater, våren 1963        |
| 1963 | Beatrice, Leonatos brorsdotter | Mycket väsen för ingenting (Much Ado About Nothing) William Shakespeare                      | Johan Falck             | Göteborgs stadsteater, 11 oktober 1963   |
| 1964 | Gwendoline                     | Mr Ernest (The Importance of Being Earnest, A Trivial Comedy for Serious People) Oscar Wilde | Lars Engström           | Göteborgs stadsteater, 15 januari 1964   |
| 1964 | Lavinia                        | Klaga månde Elektra (Mourning Becomes Electra) Eugene O'Neill                                | Olof Molander           | Stockholms stadsteater                   |
| 1965 | Ellen                          | Kääärlek (Luv) Murray Schisgal                                                               | Keve Hjelm              | Stockholms stadsteater på Lilla Teatern  |
| 1967 | Gertrud                        | Hamlet William Shakespeare                                                                   | Frank Sundström         | Stockholms stadsteater                   |
| 1968 | Christina                      | Christina Lars Forssell                                                                      | Frank Sundström         | Stockholms stadsteater                   |
| 1972 | Ulla                           | Tillståndet Kent Andersson och Bengt Bratt                                                   | Fred Hjelm              | Stockholms stadsteater                   |
| 1974 | Harriet                        | Jösses flickor, befrielsen är nära Suzanne Osten och Margareta Garpe                         | Suzanne Osten           | Stockholms stadsteater, 29 november 1974 |
| 1979 | Mrs Kendal                     | Elefantmannen (The Elephant Man) Bernard Pomerance                                           | Jurij Lederman          | Stockholms stadsteater                   |
| 1981 | Mary Gadefeld                  | Den gråtande polisen Staffan Göthe                                                           | Torbjörn Astner         | Stockholms stadsteater                   |
| 1983 |                                | Rosornas krig (Henry VI 1-3 och Richard III) William Shakespeare                             | Elisabeth G. Söderström | Stockholms stadsteater                   |
| 1987 | Ranjevskaja                    | Körsbärsträdgården (Вишнёвый сад, Visjnjovyj sad) Anton Tjechov                              |                         | Riksteatern                              |
| 1989 | Redaktören Kvinnoröst          | Besökare (Besucher) Botho Strauss                                                            | Jan Maagaard            | Stockholms stadsteater                   |
| 1990 | Ilse                           | Isbjörnarna Jonas Gardell                                                                    | Annika Silkeberg        | Stockholms stadsteater                   |
| 1992 | Margareta                      | Cheek 2 cheek Jonas Gardell                                                                  | Claire Wikholm          | Stockholms stadsteater                   |
| 1992 | Anna Meinhold-Aigner           | Landet utan gräns (Das weite Land) Arthur Schnitzler                                         | Jan Håkanson            | Stockholms stadsteater                   |
| 1993 | Sophie                         | Selma och Sophie Selma Lagerlöf och Sophie Elkan                                             | Britt Olofsson          | Stockholms stadsteater                   |
| 1995 | Sybil Birling                  | Det är från polisen (An Inspector Calls) J.B. Priestley                                      | Benny Fredriksson       | Stockholms stadsteater                   |
| 1998 | Fru Sörenson                   | Människor i solen Jonas Gardell                                                              | Benny Fredriksson       | Göteborgs stadsteater                    |
| 2000 | Fru Page                       | Muntra fruarna i Windsor (The Merry Wives of Windsor) William Shakespeare                    | Ronny Danielsson        | Stockholms stadsteater                   |

### Regi
| År   | Produktion                       | Upphovsmän                                                        | Teater                 |
| ---- | -------------------------------- | ----------------------------------------------------------------- | ---------------------- |
| 1974 | Bröllopsfesten The Wedding Feast | Arnold Wesker Översättning Carl-Edvard Nattsén och Arne Rudskoger | Stockholms stadsteater |

## Radioteater

### Roller
| År   | Roll                       | Produktion                                       | Regi           |
| ---- | -------------------------- | ------------------------------------------------ | -------------- |
| 1955 | Dina Dorf                  | Samhällets stöttepelare Henrik Ibsen             | Helge Wahlgren |
| 1956 | Fröken Behrend, ritbiträde | Tempo, tempo (Der Terminkalender) Max Gundermann | Åke Falck      |

### Fotnoter
1. 1 2  ”Gun Arvidsson”. Svensk Filmdatabas. http://www.sfi.se/sv/svensk-filmdatabas/Item/?type=PERSON&itemid=63130&ref=%2ftemplates%2fSwedishFilmSearchResult.aspx%3fid%3d1225%26epslanguage%3dsv%26searchword%3dgun+arvidsson%26type%3dPerson%26match%3dBegin%26page%3d1%26prom%3dFalse. Läst 24 september 2012.
2. ↑  FinnGraven
3. ↑  ”Kronbruden”. Stiftelsen Ingmar Bergman. http://ingmarbergman.se/verk/kronbruden. Läst 17 oktober 2015.
4. ↑  Barbro Hähnel (8 maj 1959). ”Brendan Rattigans 'Vid skilda bord' på Göteborgs stadsteater”. Dagens Nyheter:  s. 9. https://arkivet.dn.se/tidning/1959-05-08/122/9. Läst 26 september 2020.
5. ↑  ”Vårmodellen”. Musik & Teaterbiblioteket. https://calmview.musikverk.se/CalmView/Record.aspx?src=CalmView.Performance&id=PERF19493&pos=1. Läst 10 maj 2025.
6. ↑  Ebbe Linde (22 april 1961). ”Vårmodellen”. Dagens Nyheter:  s. 14. https://arkivet.dn.se/tidning/1961-04-22/11166-108/14. Läst 10 maj 2025.
7. ↑  ”Elva kattor i Göteborg”. Dagens Nyheter:  s. 10. 10 augusti 1962. https://arkivet.dn.se/tidning/1962-08-10/214/10. Läst 26 september 2020.
8. ↑  ”Radioprogrammet”. Dagens Nyheter:  s. 32. 3 november 1955. https://arkivet.dn.se/tidning/1955-11-03/299/32. Läst 27 december 2021.
9. ↑  ”Radioprogrammet”. Dagens Nyheter:  s. 20. 25 augusti 1956. https://arkivet.dn.se/tidning/1956-08-25/230/20. Läst 27 december 2021.